# Избирательные округа Конгресса США

Штаты по количеству избирательных округов, созданных по результатам переписи 2020 года. Зелёным обозначены те, у которых с 2000 года количество увеличилось, оранжевым уменьшилось, серым — не изменилось

Избирательные округа Конгресса США являются единицами электорального представительства для выборов в Палату представителей США, — это нижняя палата Конгресса США. Сейчас количество мандатов в Палате представителей составляет 435, они распределены между штатами таким образом, чтобы каждый депутат Палаты представителей представлял примерно равное количество избирателей. Таким образом наибольшие штаты имеют несколько десятков мандатов (например: Калифорния и Техас), а наименьшие только по одному (например: Вайоминг и Вермонт), в соответствии с количеством избирателей в них. Сейчас на каждый депутатский мандат приходится примерно по 761 169 граждан. Количество мест в нижней палате остается неизменным с 1913 года, кроме временного увеличения до 437 сразу после предоставления статуса штатов Аляске и Гаваям. Общее количество депутатских мест было ограничено «Законом о переназначении» 1929 года и составляет 435 мандатов. Кроме того, каждая из пяти населённых территорий США (Пуэрто-Рико, Американские Виргинские Острова, Гуам, Американское Самоа и Северные Марианские Острова) и федеральный округ Колумбия имеет по одному представителю в Палате представителей без права голоса.
Выборы в Сенат США проходят иным образом. Каждый штат имеет по два представителя, независимо от количества избирателей в этом штате.

## Избирательные округа по показателям
Население
- Средняя численность населения в округе составляет 761 169 человек по данным переписи населения США 2020 года. В 2010 году численность населения составляла 708 377 человек.
- Штатом с наибольшим количеством жителей в округе — Делавэр (989 948). В 2010 году это место занимала Монтана с 994 416 жителями.
- Штат с наименьшим числом жителей в округе — Монтана (542 113). В 2010 году это место занимал Род-Айленд с 527 624 жителями.
- Округ с наибольшим населением — Делавэр (989 948).
- Округ с наименьшим населением — 1-й округ Род-Айленда (545 085).

Округов на штат
- Наибольшее количество округов: Калифорния (52).
- Наименьшее количество округов: по одному (округ-штат) имеют Аляска, Вайоминг, Вермонт, Делавэр, Южная Дакота, Северная Дакота. Из них только Аляска, Вайоминг и Делавэр никогда не имели более одного округа. Между 1810 и 1820 годами у Делавэра было два мандата, но они избирались во всем штате.

Территория
- Самый большой по площади округ: Округ-штат Аляска (1 723 336.8 км2).
- Самый большой по площади округ, не состоящий из целого штата: Округ № 2 Монтаны.
- Самый маленький по площади округ: Округ № 12 Нью-Йорке (26.55 км2).

Старейший округ
- Округ-штат Делавэр, не изменявшийся с 1789 года.

## Список округов

Айдахо, 2 округа
Айова, 4 округа
Алабама, 7 округов
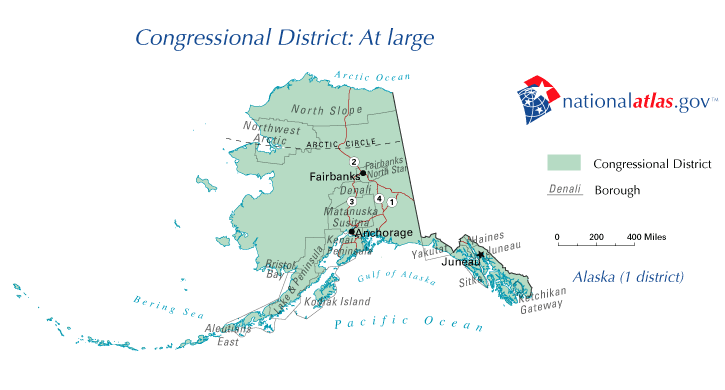
Аляска, округ-штат
Аризона, 9 округов
Арканзас, 4 округа
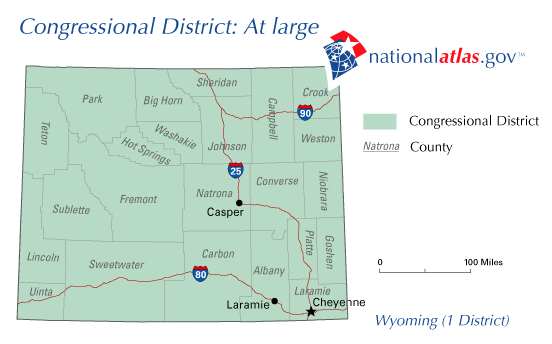
Вайоминг, округ-штат
Вашингтон, 10 округов
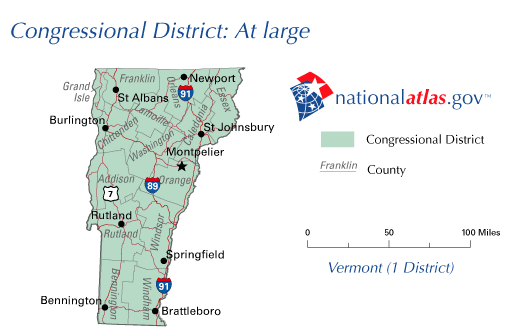
Вермонт, округ-штат
Вирджиния, 11 округов
Висконсин, 8 округов
Гаваи, 2 округа
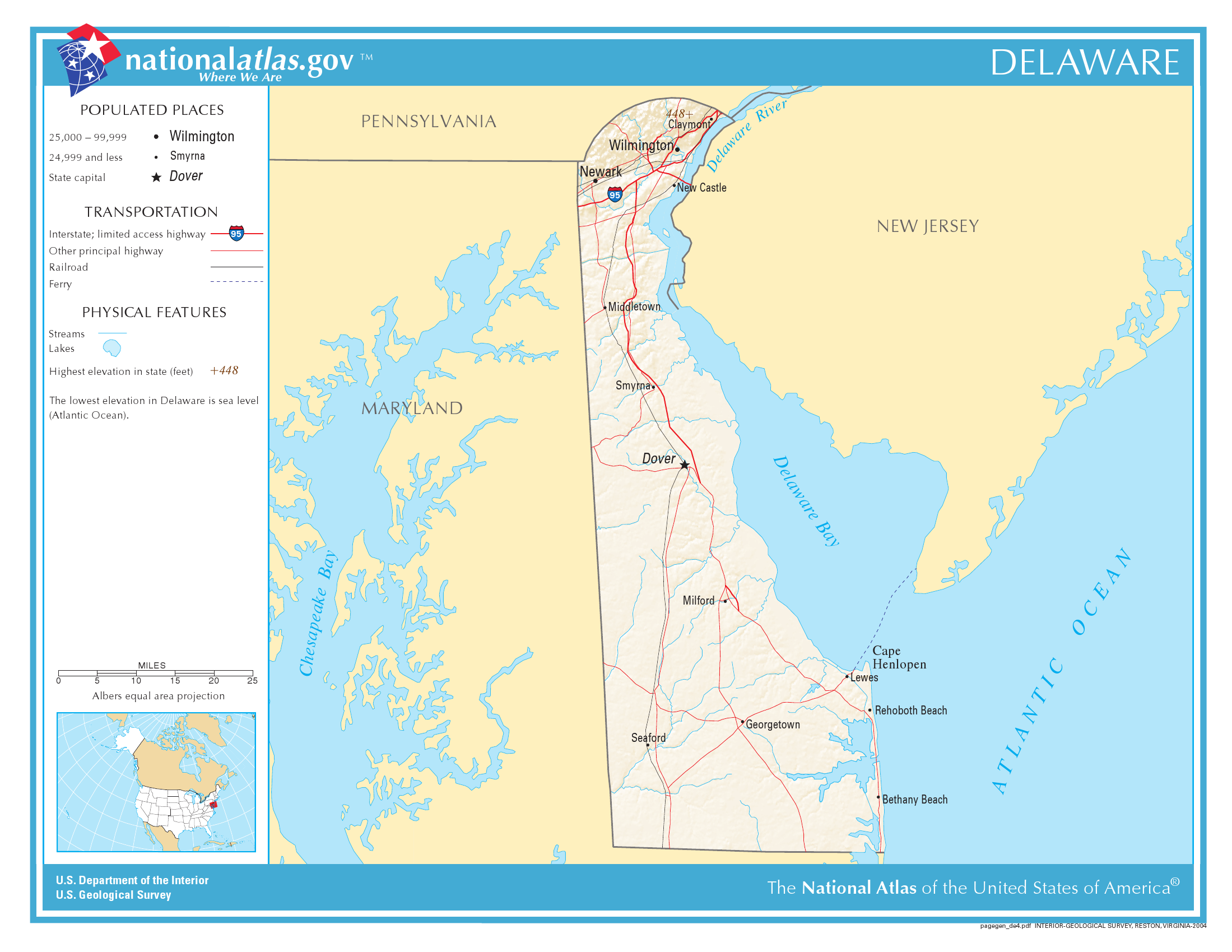
Делавэр, округ-штат
Джорджия, 14 округов
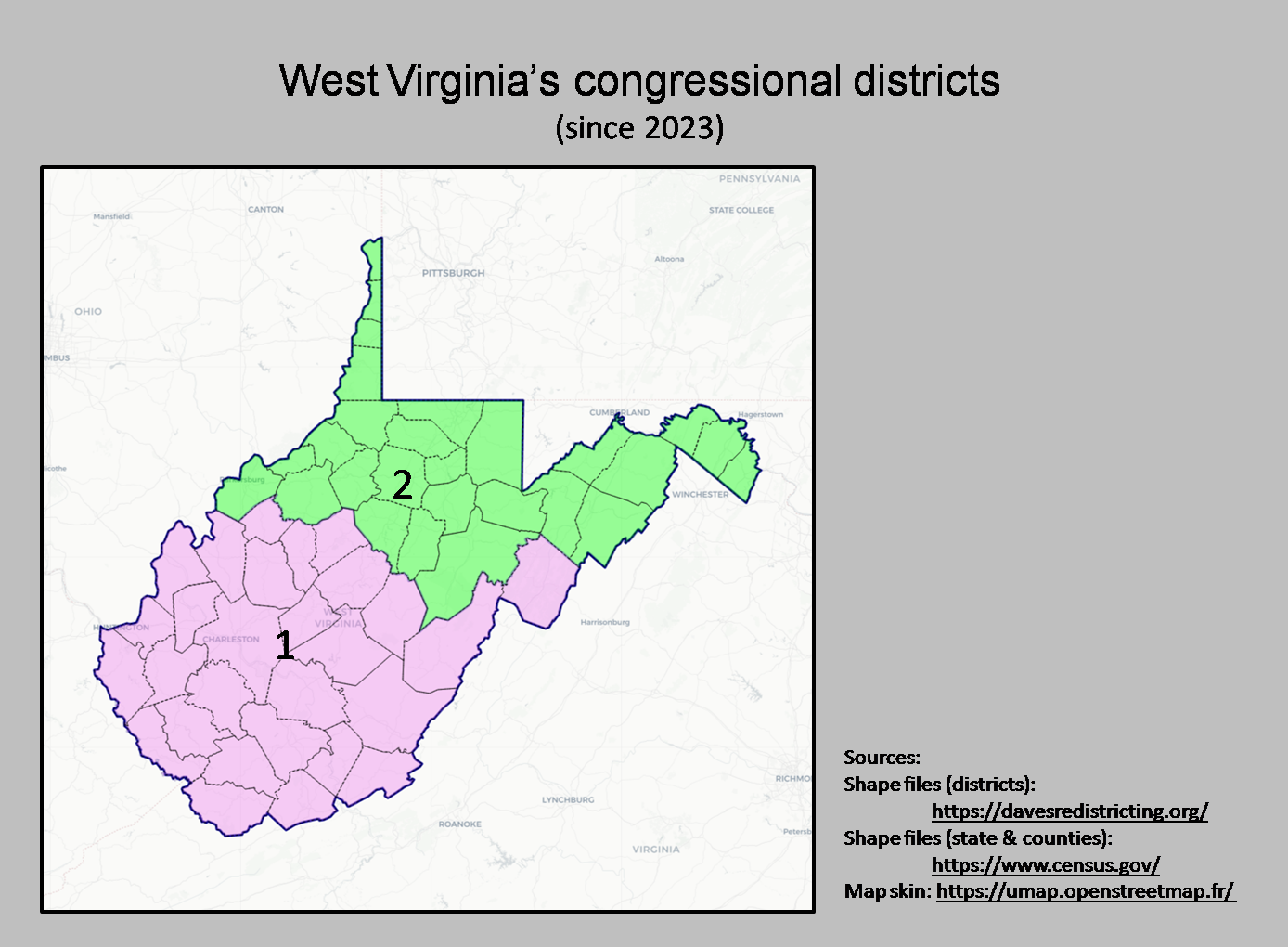
Западная Вирджиния, 2 округа
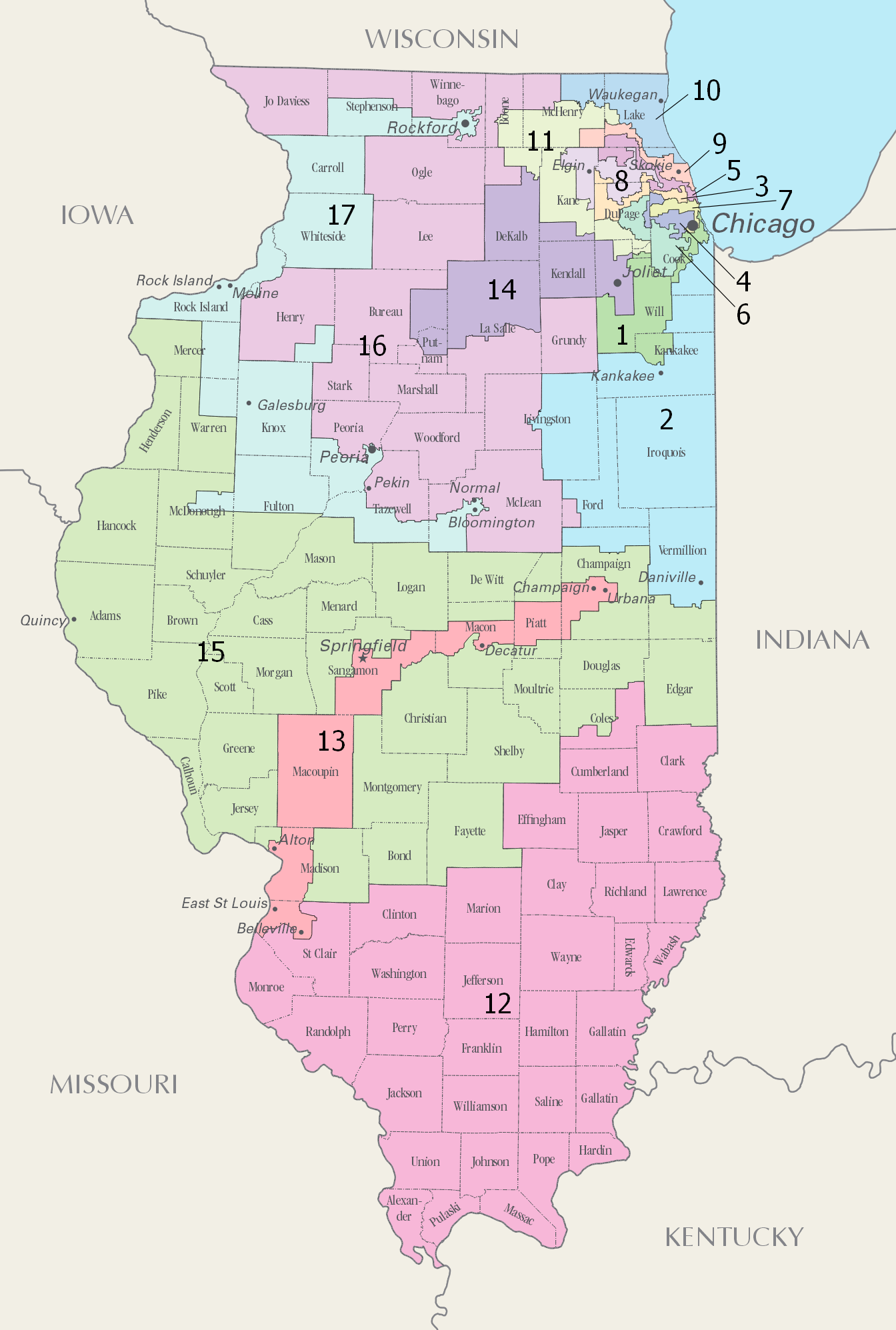
Иллинойс, 17 округов
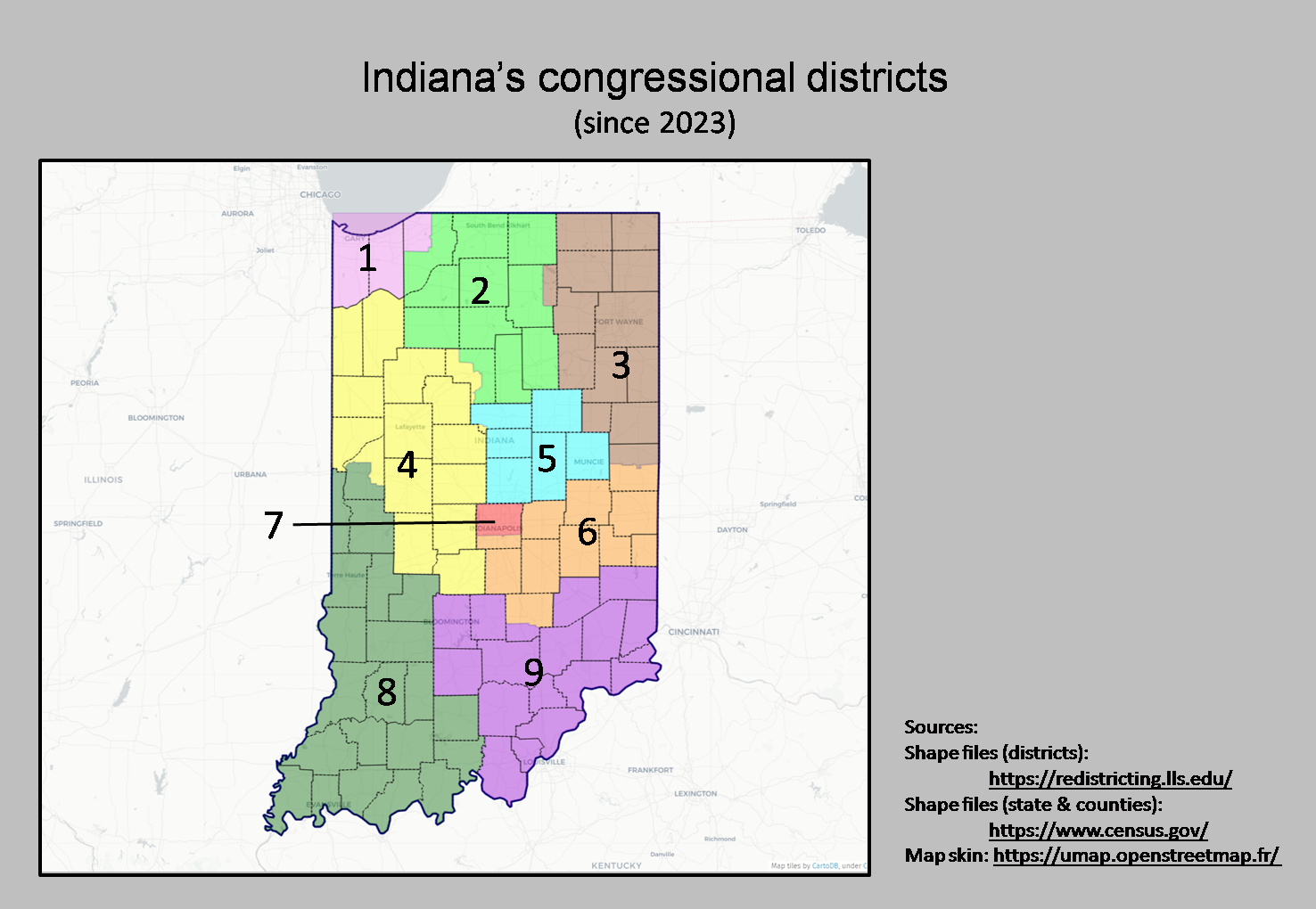
Индиана, 9 округов
Калифорния, 52 округа
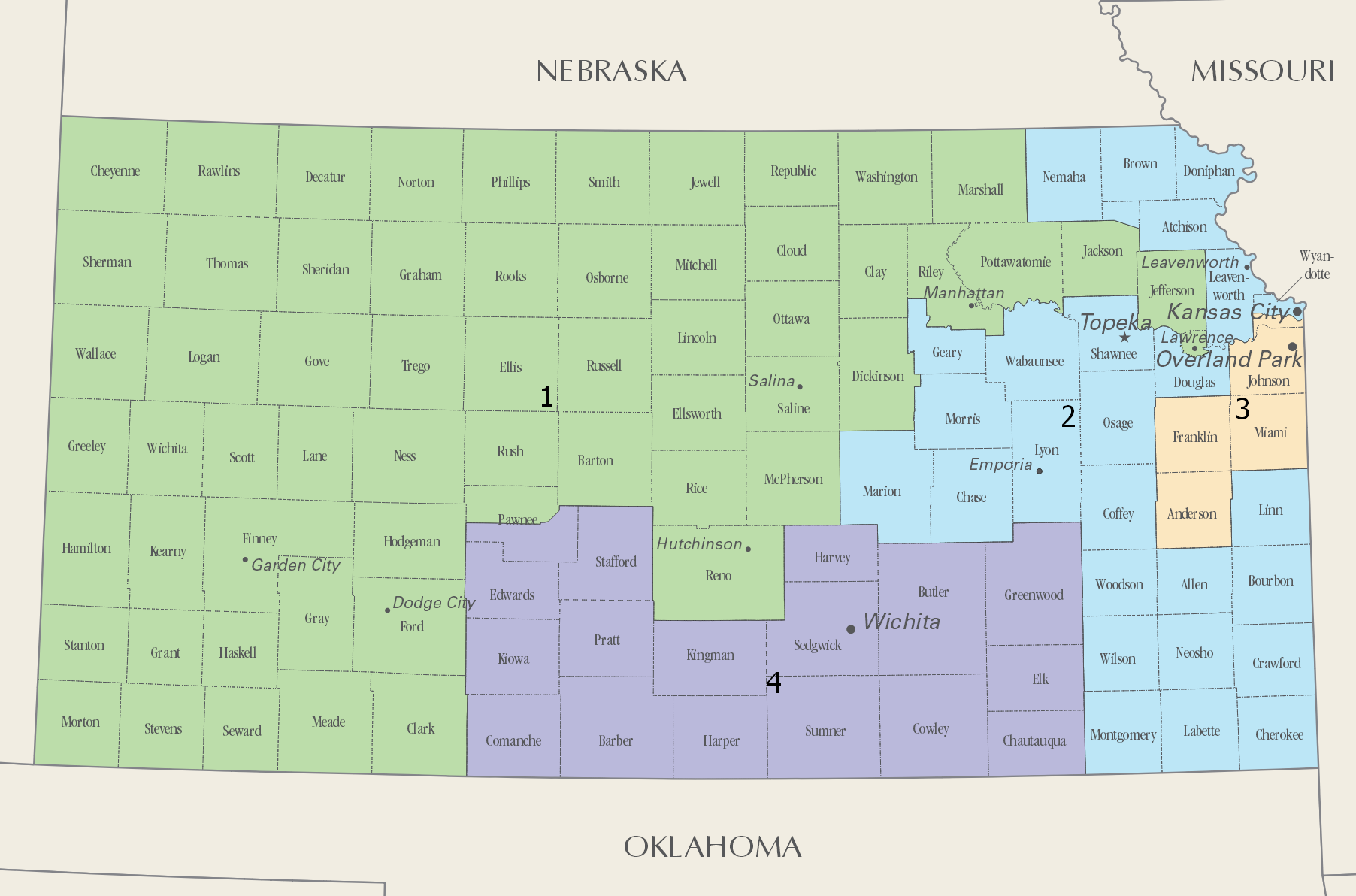
Канзас, 4 округа
Кентукки, 6 округов
Колорадо, 8 округов
Коннектикут, 5 округов
Луизиана, 6 округов
Массачусетс, 9 округов
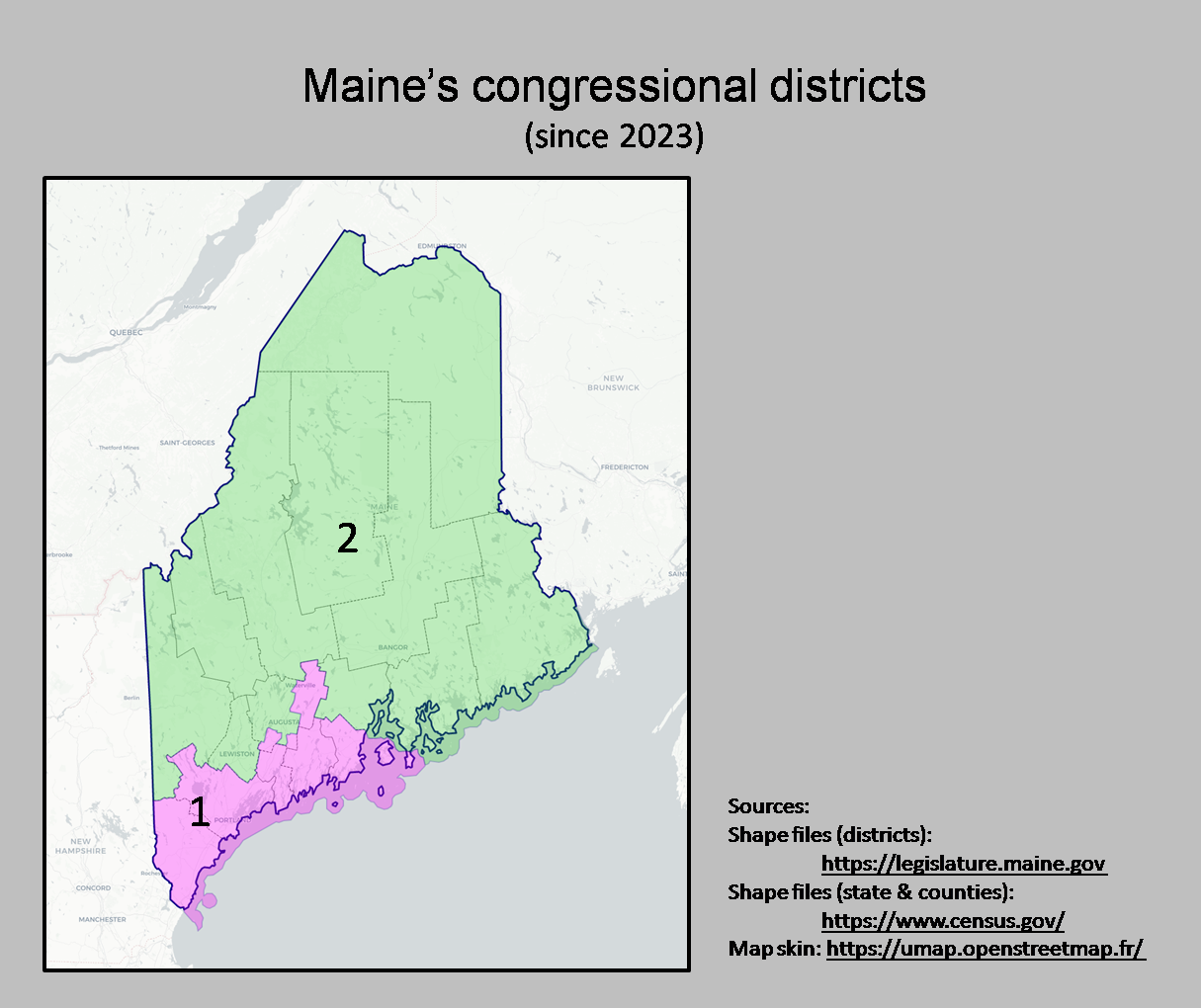
Мэн, 2 округа
Мэриленд, 8 округов
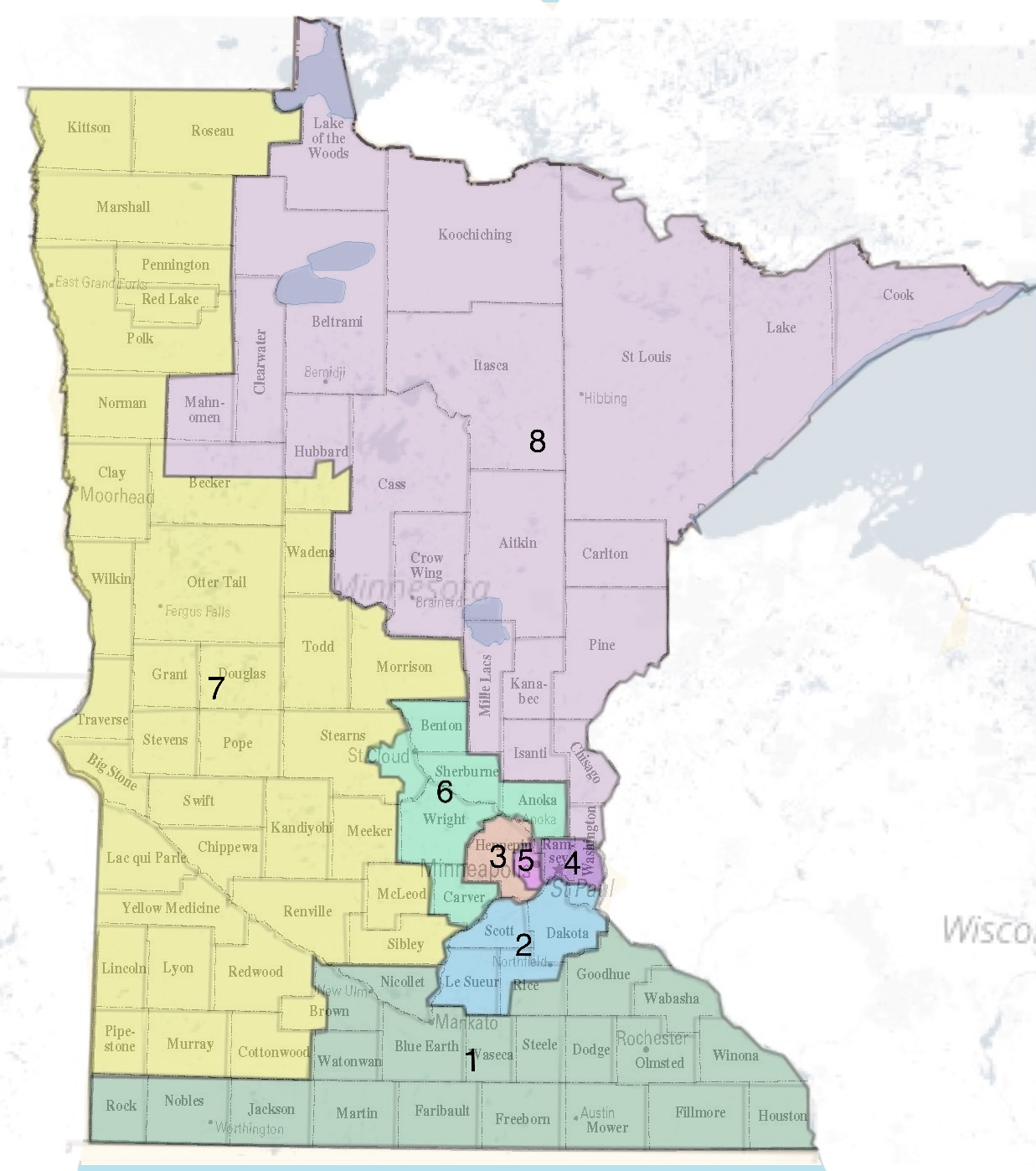
Миннесота, 8 округов
Миссисипи, 4 округа
Миссури, 8 округов
Мичиган, 13 округов
Монтана, 2 округа
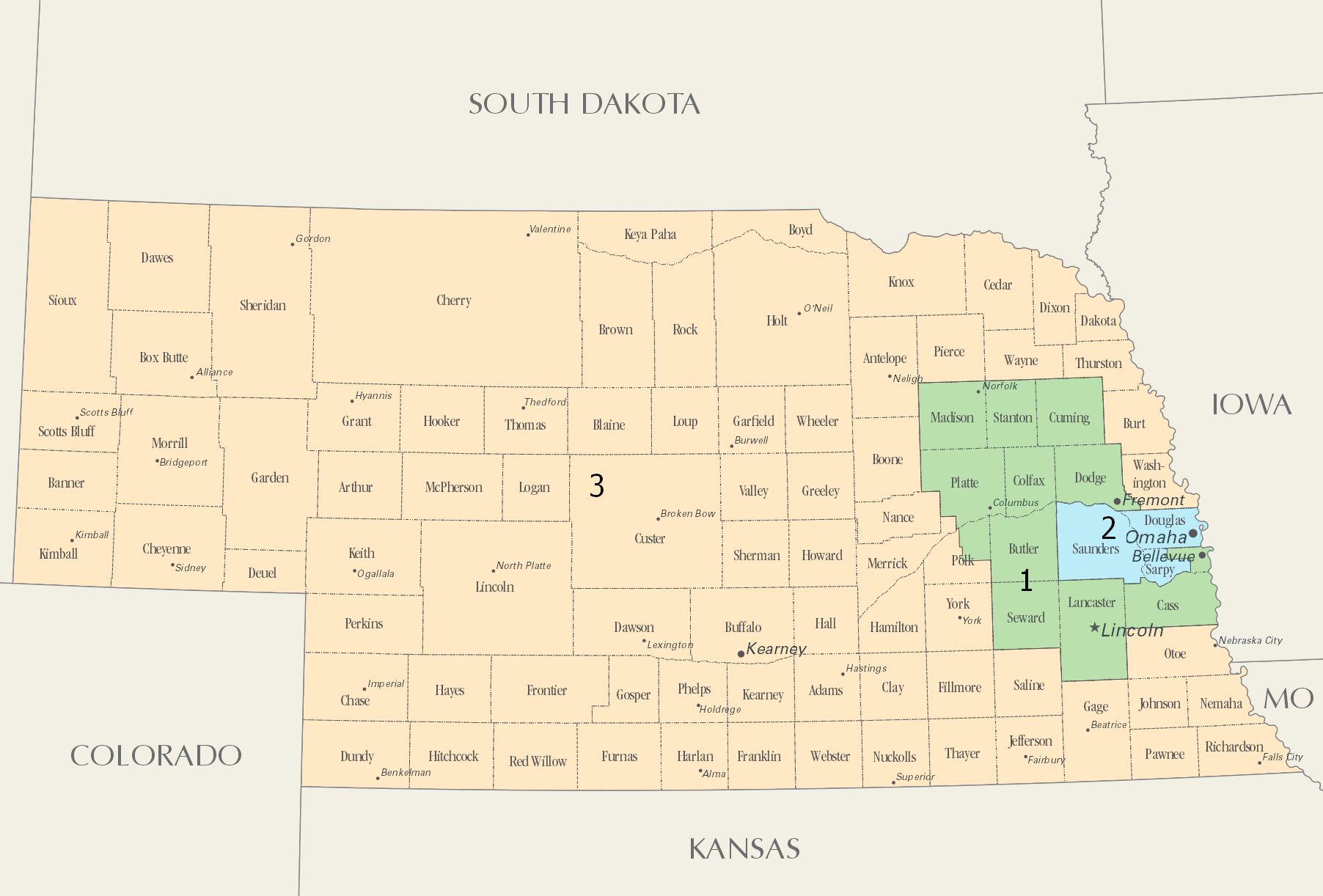
Небраска, 3 округа
Невада, 4 округа
Нью-Хэмпшир, 2 округа
Нью-Джерси, 12 округов
Нью-Йорк, 26 округов
Нью-Мексико, 3 округа
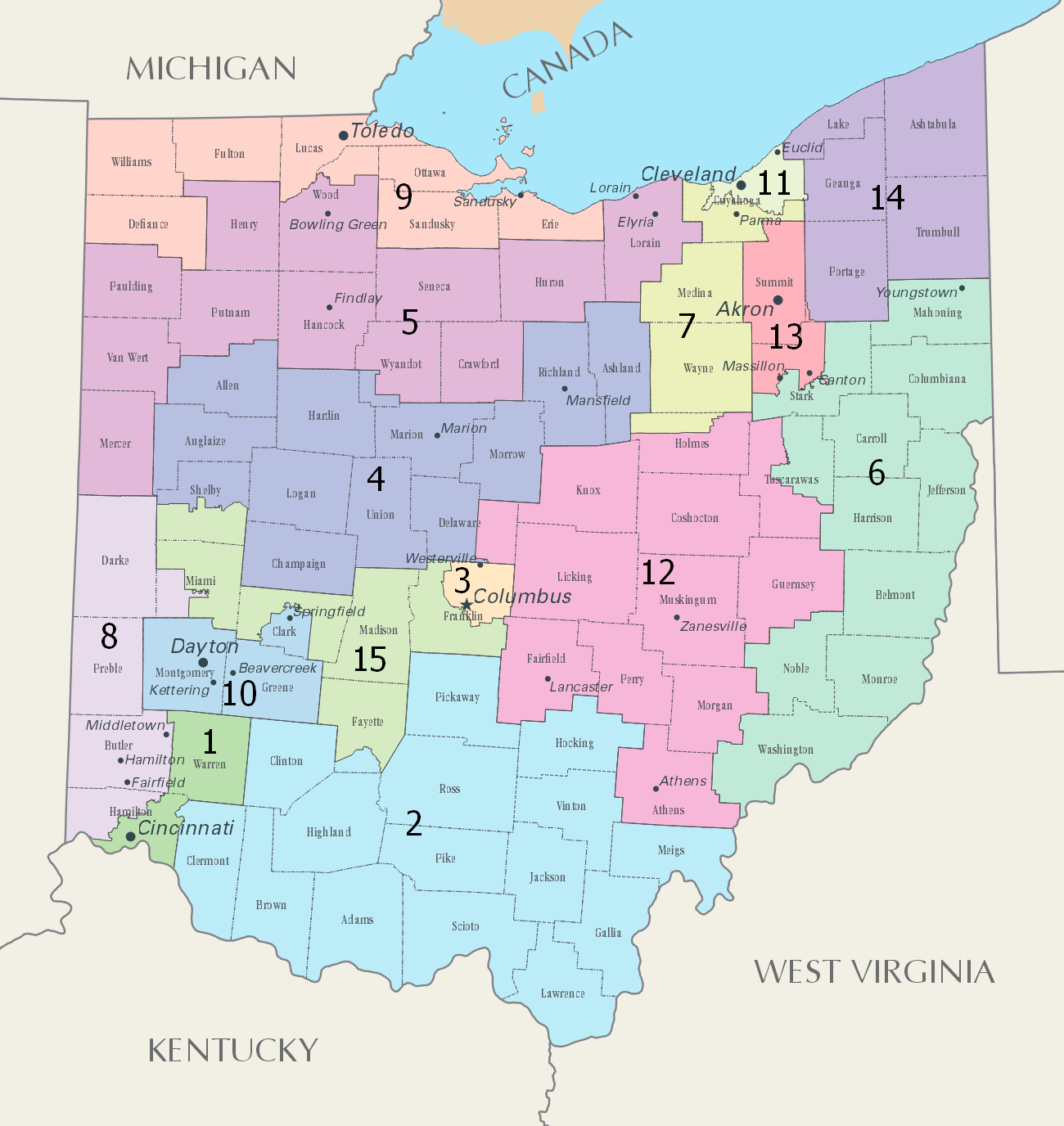
Огайо, 15 округов
Оклахома, 5 округов
Орегон, 6 округов
Пенсильвания, 17 округов
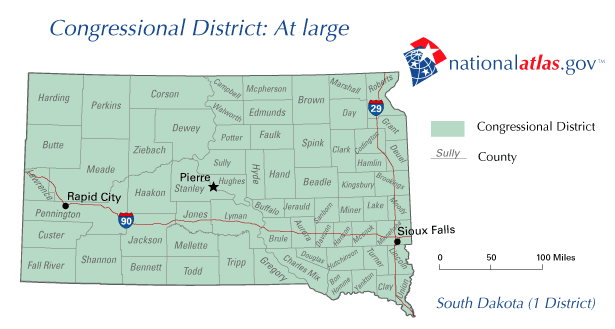
Южная Дакота, округ-штат
Южная Каролина, 7 округов
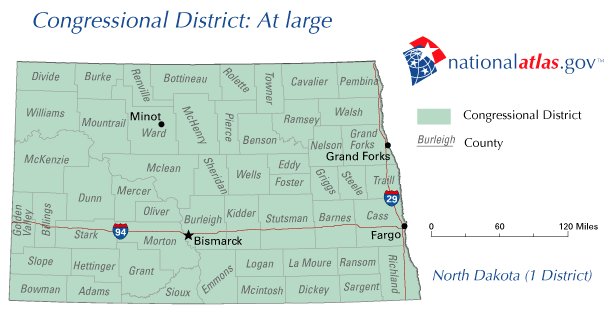
Северная Дакота, округ-штат
Северная Каролина, 14 округов
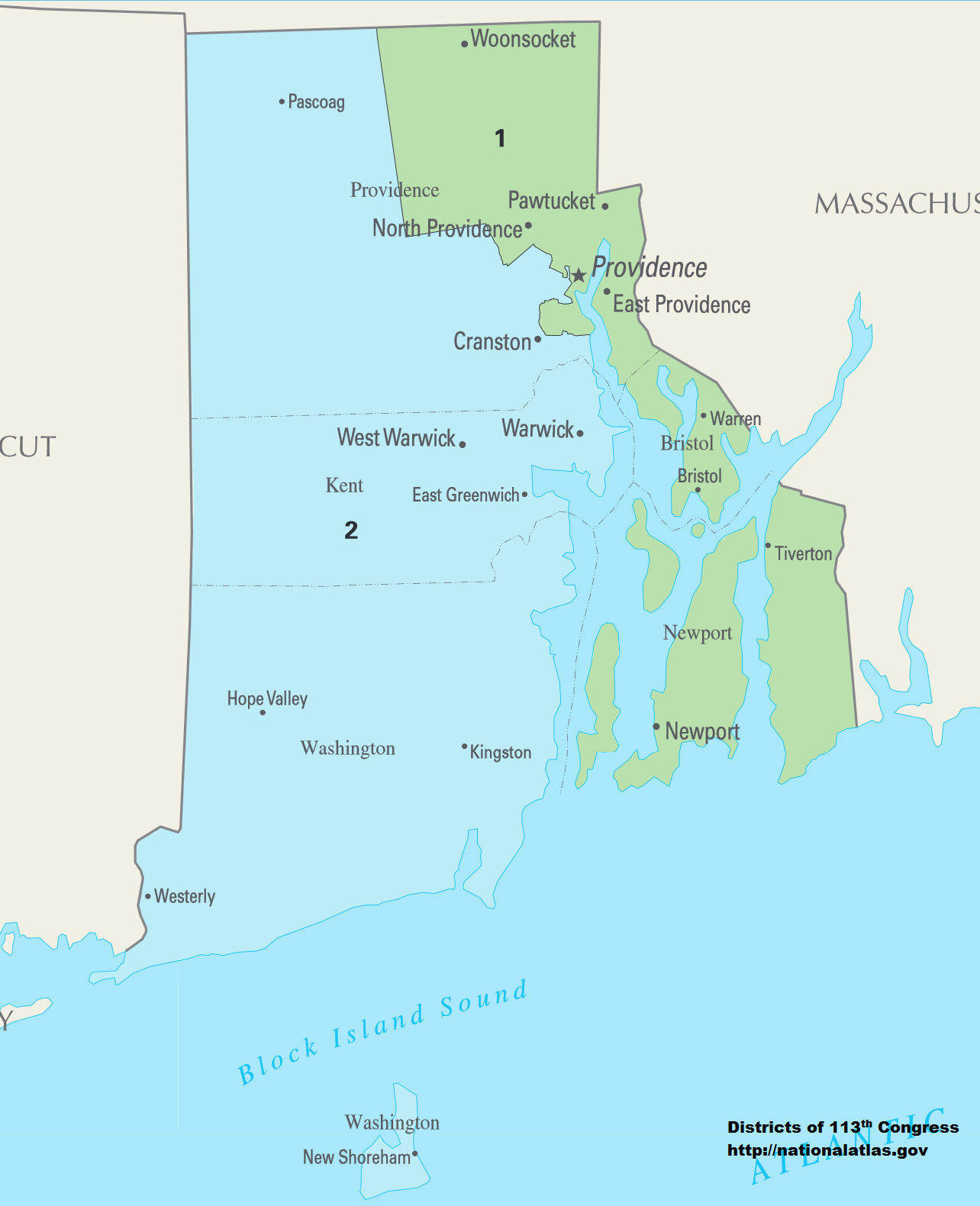
Род-Айленд, 2 округа
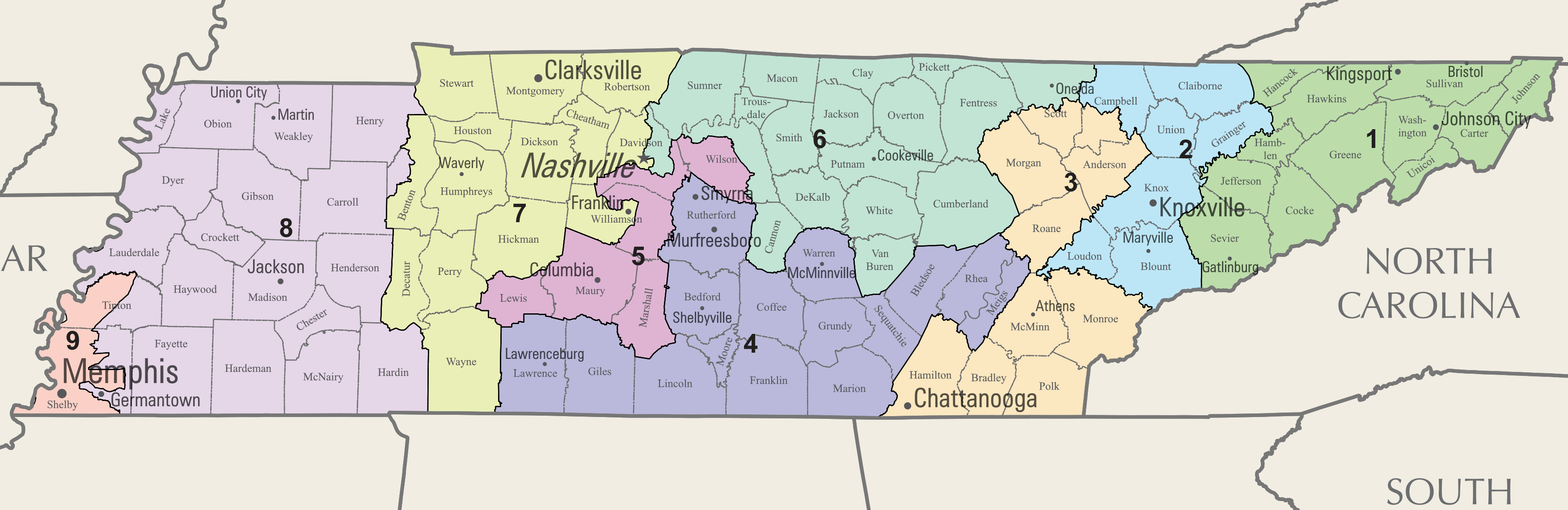
Теннесси, 9 округов
Техас, 38 округов
Флорида, 28 округов
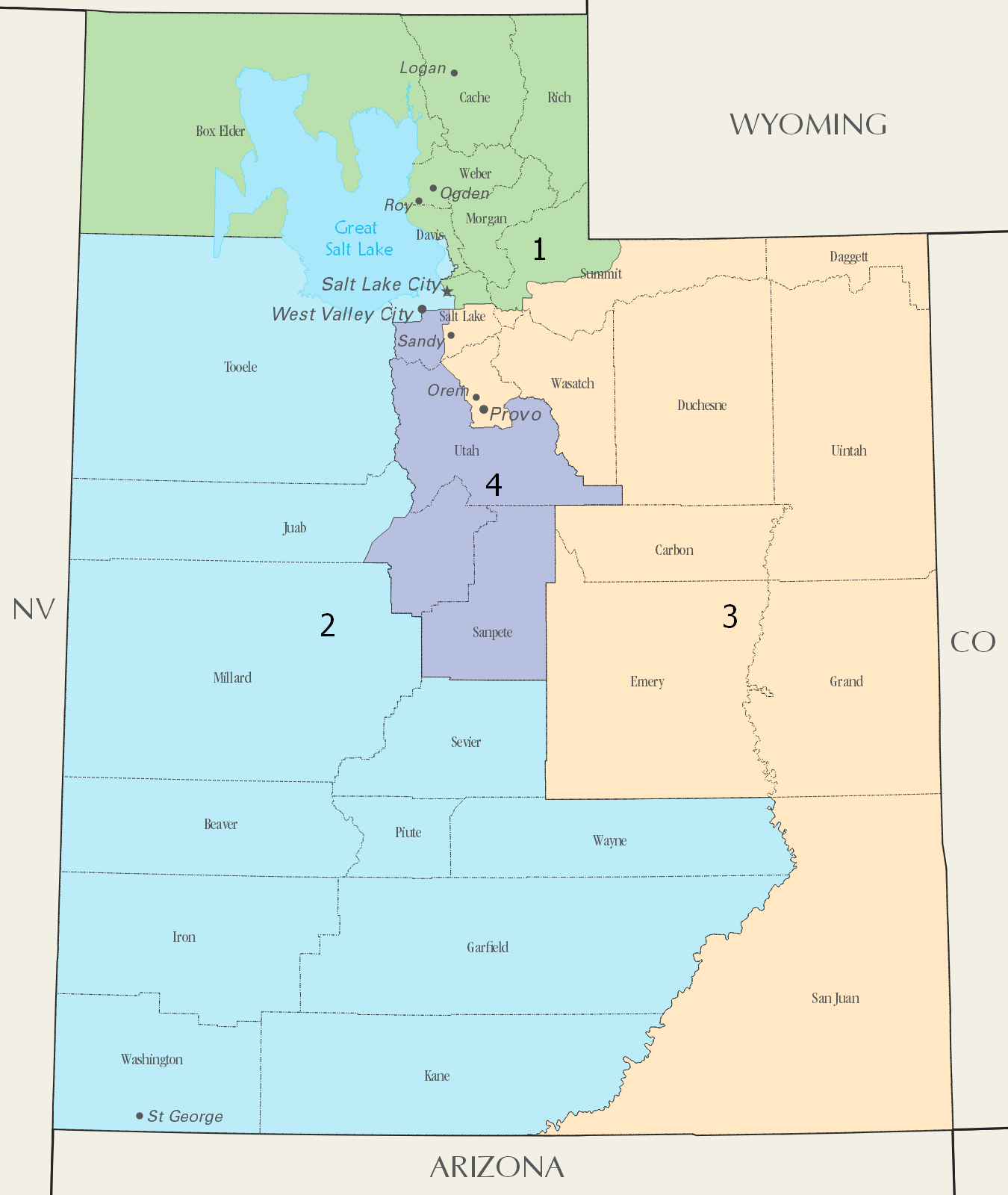
Юта, 4 округа